# Famille Rousselot
 (novembre 2024).
Pour les articles homonymes, voir Rousselot.
La famille Rousselot de Nantes est une famille dont les membres ont joué un rôle important dans les secteurs de la banque et de l'industrie de cette ville au XIXe siècle et au XXe siècle. Son nom est attaché à la Banque Rousselot.

## Jean-Baptiste Rousselot (1779-1857)
Alors âgé de moins de quinze ans, il prend les armes à la tête de la compagnie contre-révolutionnaire des enfants de Cholet et participe à la bataille de Cholet (17 octobre 1793). Quelques mois plus tard, sa mère Marie Manceau est condamnée à mort et fusillée au Champ des Martyrs d'Avrillé par les Républicains, le 1er février 1794, pour avoir porté un chapelet.
À la fin de la Révolution, il s'installe comme tisserand (Mouchoir rouge de Cholet) et s'associe avec son beau-frère Bonnet. Il fonde également une maison de banque à Cholet vers 1830, la « Banque Rousselot », avec une succursale à Paris.

## Francis Rousselot (1815-1893)
Fils aîné de Jean-Baptiste Rousselot, François Auguste Rousselot nait en juin 1815 à Cholet.
Il est banquier à Nantes.
Il est le beau-père du poète Joseph Rousse et du capitaine de corvette Louis Stanislas Urvoy de Portzamparc (1854-1946).
Il meurt le 22 janvier 1893 à Nantes.

## Jules Rousselot (1820-1887)
En 1848, il établit avec son frère Auguste Rousselot un nouvel établissement de banque à Nantes sous la raison sociale « Rousselot Allion et fils » (qui devient ensuite « Jules Rousselot et Cie » en 1880).
Il devient syndic de Henri Chancerelle, conserveur à Douarnenez.
Beau-frère d'Alfred Lallié, il est le beau-père du banquier Paul Pichelin et de Paul Couillaud, co-directeur de la banque Jules Rousselot et Cie à Nantes.

## Paul Rousselot (1851-1924)

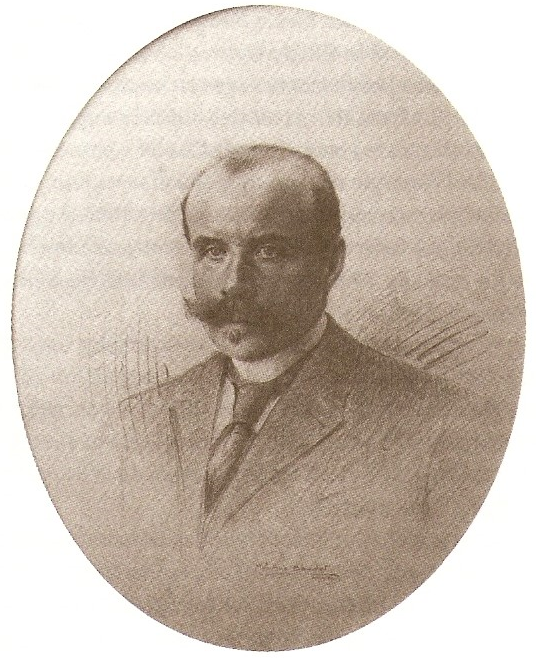
Photographie de Paul Rousselot (1854-1924).

Paul Marie Francis est né le 14 avril 1851 à Nantes, dans un milieu très catholique et de tradition royaliste. Il est le fils du banquier Jean Jules Rousselot (1820-1887) et d'Angèle Marie Anne Lallié. Il épouse Marie-Thérèse Houget, fille du négociant Jules Éouard Houget et de Marie Cheguillaume. Il est le père de Pierre (1878-1915).
Licencié en droit, il arrive aux commandes de la banque familiale vers 1880, avec son frère Charles et son cousin Joseph.
En 1888, alors que son frère et son cousin sont prématurément décédés, il s'associe avec ses beaux-frères Paul Couillaud et Paul Pichelin
Le Crédit nantais est fondé en 1912 à partir de la Banque Rousselot. Paul Rousselot prend la direction opérationnelle de la nouvelle entité.
Il est mort en 1924 à Nantes.